# San Bartolomé de la Torre

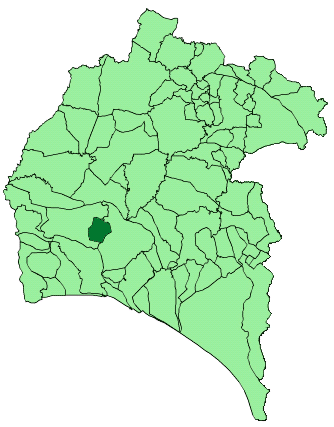
Localização de San Bartolomé de la Torre

San Bartolomé de la Torre é um município da Espanha na província de Huelva, comunidade autónoma da Andaluzia, de área 57 km² com população de 3327 habitantes (2007) e densidade populacional de 52,32 hab/km².

## Demografia
| Variação demográfica do município entre 1991 e 2004 | Variação demográfica do município entre 1991 e 2004 | Variação demográfica do município entre 1991 e 2004 | Variação demográfica do município entre 1991 e 2004 |
| --------------------------------------------------- | --------------------------------------------------- | --------------------------------------------------- | --------------------------------------------------- |
| 1991                                                | 1996                                                | 2001                                                | 2004                                                |
| 2877                                                | 2940                                                | 3012                                                | 2972                                                |